# Filaret (stație de metrou)
Filaret este o stație planificată de metrou din București. Se va afla în Sectorul 5, în apropierea Autogării Filaret.